# UTC−6
| Süd-Sommer-/Nord-NormalzeitSeegebiet | Nord-Sommer-/Süd-NormalzeitStandardzeit ganzjährig |

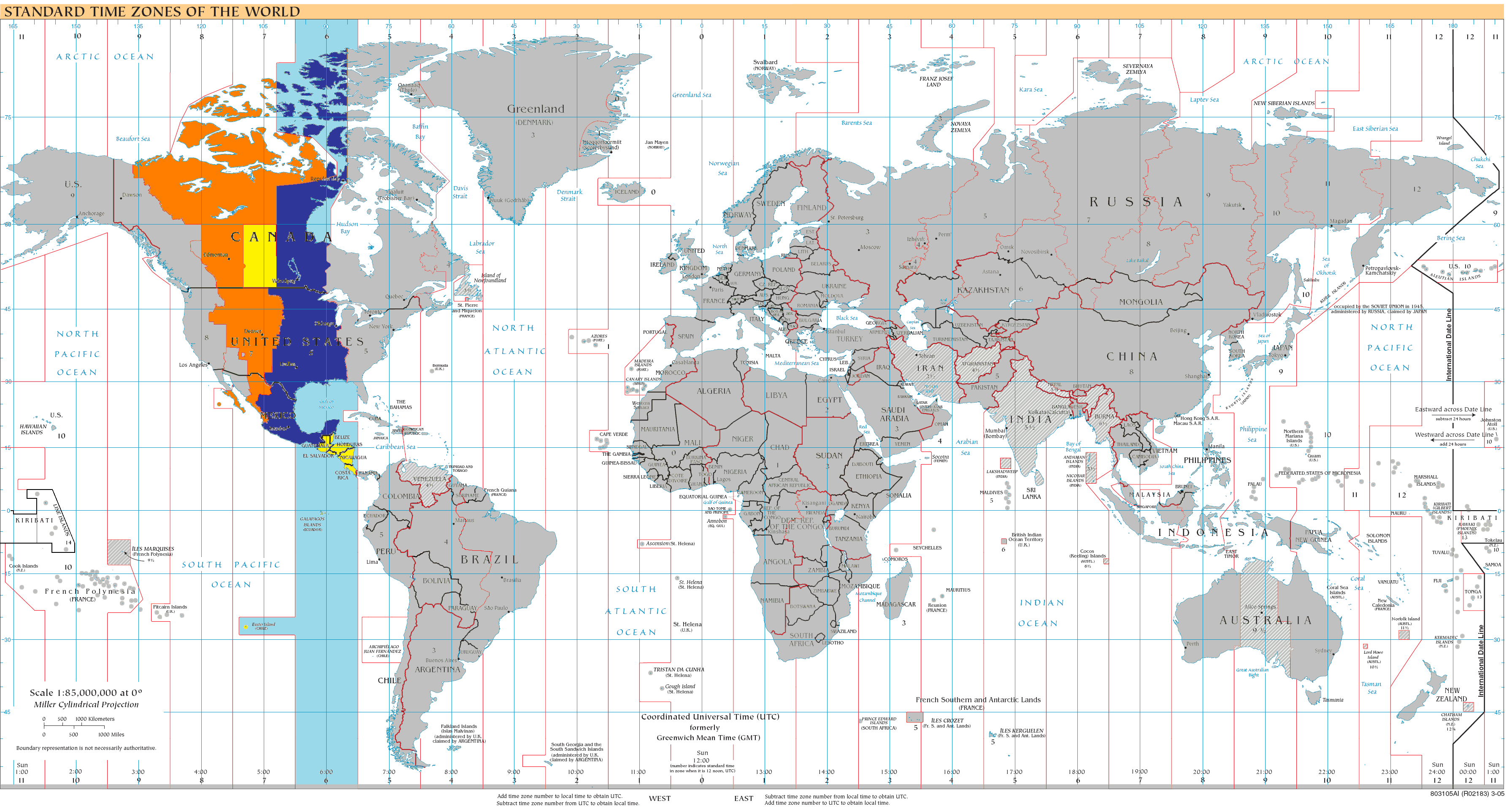
UTC−6:

UTC−6 ist eine Zonenzeit, sie hat den Längenhalbkreis 90° West als Bezugsmeridian. Auf Uhren mit dieser Zonenzeit ist es sechs Stunden früher als die koordinierte Weltzeit (UTC), sieben Stunden früher als die mitteleuropäische Zeit (MEZ) und acht Stunden früher als die mitteleuropäische Sommerzeit (MESZ).
Am Meridian 90° W (−90°) wird der tägliche Sonnenhöchststand erst sechs Stunden später (6 · −15° = −90°) erreicht als am Nullmeridian.

## Geltungsbereich (ohne Sommerzeiten)
- Belize
- Costa Rica
- Ecuador (Galápagos-Inseln)
- El Salvador
- Guatemala
- Honduras
- Kanada:
  -  Manitoba
  -  Nunavut (teilweise)
  -  Ontario (teilweise)
  -  Saskatchewan (Großteil)
- Mexiko:
  -  Guerrero
  -  México
  -  Quintana Roo
  -  Veracruz
- Nicaragua
- Vereinigte Staaten:
  -  Alabama
  -  Arkansas
  -  Florida (teilweise)
  -  Illinois
  -  Indiana (teilweise)
  -  Iowa
  -  Kansas (teilweise)
  -  Kentucky (teilweise)
  -  Louisiana
  -  Minnesota
  -  Mississippi
  -  Missouri
  -  Nebraska
  -  North Dakota
  -  Oklahoma
  -  South Dakota (teilweise)
  -  Tennessee (teilweise)
  -  Texas (teilweise)
  -  Wisconsin